# Keep of Kalessin
Keep of Kalessin est un groupe de black et thrash metal norvégien, originaire de Trondheim. Trois des membres de Keep of Kalessin (Obsidian C., Vyl et Wizziac) font aussi partie du groupe de thrash metal Headspin qui est un groupe secondaire.

## Biographie

### Débuts (1993–1996)
Le groupe est initialement formé en 1993 sous le nom de Ildskjaer, par Ghash et Obsidian Claw (Arnt O. Gronbech de son vrai nom), Ghash étant le chanteur du groupe et Obsidian C. le guitariste. Ils seront ensuite rejoints par Vyl (Vegar Larsen) à la batterie et Warach (Øyvind Westrum) à la basse. Le line-up du groupe changera plusieurs fois au cours de son existence, selon les différentes périodes d’activités que connaîtra Keep of Kalessin.
Le groupe enregistre en 1996 sa première démo, intitulée Skygger av sorg, par ses propres moyens et la qualité du son par conséquent très mauvaise, ne satisfait pas les membres du groupe. Malgré cela, cette démo est envoyée à plusieurs labels et magazines qui donneront des appréciations étonnamment positives, ce qui permet à Keep of Kalessin de signer sur le label Avantgarde Music.

### Through Times of War(1997–1999)
Leur premier album studio du groupe est enregistré à Trondheim aux studios Brigga et se nomme Through Times of War et sort en 1997. Le son est clairement meilleur que sur leur démo et la musique déjà rapide et épique ressemble quelque peu à celle des premiers albums d’Immortal, bien que Keep of Kalessin se démarque déjà par un son et un style qui leur est propre. Cet album sera bien accueilli par la critique et souvent comparé au grand album De mysteriis dom Sathanas de Mayhem. Le groupe défendra cet album lors de quelques concerts en Norvège en compagnie de Bloodthorn.
En 1999, Keep of Kalessin sort son deuxième album intitulé Agnen. A Journey Through the Dark toujours enregistré aux studios Brigga et toujours par Avantgarde Music. Cet album marque une légère évolution du groupe qui inclut plus nettement des sonorités teintées de thrash et de death metal tout en gardant la puissance de leur black metal épique. Keep of Kalessin se démarque alors (un peu à la manière d’Immortal avec l’album Battles in the North), et définitivement, du black metal norvégien underground (nommé parfois aussi « true black metal ») et de ses codes musicaux, visuels et idéologiques (son volontairement de mauvaise qualité, crasseux, très froid et direct, pochette en noir et blanc quasi exclusivement, symboliques et paroles satanistes le plus souvent). Cet album connaît lui aussi un certain succès du côté de la presse spécialisée,,, mais aussi des fans de black metal. Une reconnaissance symbolisée par leur participation à l’album-hommage à Mayhem aux côtés de grands noms du black metal comme Emperor, Gorgoroth ou Dark Funeral, où Keep of Kalessin a l’honneur d’interpréter certainement la plus célèbre chanson du répertoire de Mayhem, Buried by Time and Dust.

### Reclaim(2000–2005)
En 2000, le groupe connaît son premier coup d’arrêt avec la séparation des membres du groupe et notamment des deux membres formateurs Ghash et Obsidian Claw. Cependant, ce dernier ne veut pas abandonner le groupe et se lance en solo dans la composition de nouveaux titres tout en améliorant son jeu de guitariste. Cela s’avère payant car il est choisi comme guitariste live du célèbre groupe norvégien de black metal Satyricon après une sélection faite sur plus de 30 guitaristes venant du monde entier. Alors qu’il est à la recherche d’un batteur pouvant rivaliser en vitesse avec son ancien batteur Vyl, il va saisir l’occasion d’avoir intégré Satyricon pour convaincre le batteur du groupe Frost (Kjetil Vidar Haraldstad), l’un des tout meilleurs batteurs de metal au monde, de rejoindre Keep of Kalessin, du moins pour l’enregistrement d’un EP. Obsidian C. profite aussi des tournées avec Satyricon pour contacter le célèbre chanteur de Mayhem, Attila Csihar, qui accepte lui aussi d’intégrer le groupe pour l’enregistrement de l’EP qui possède alors un line-up faisant passer Keep of Kalessin pour un all stars band[réf. souhaitée].
Cet EP, intitulé Reclaim, est publié en 2003 sur le label Facefront, et connaît une très belle critique dans la presse. La musique composée est ultra rapide, exprime moins le côté épique de Keep of Kalessin mais se concentre plus sur l’efficacité et le rythme avec des morceaux sonnant très black/thrash metal avec des nappes de clavier plus présents que dans les précédents albums. Cet EP aura pour mérite de faire connaître au plus grand nombre la très grande capacité d’Obsidian C., à la fois comme guitariste parmi les plus techniques et rapides au monde, mais aussi comme compositeur de talent.
Cependant, le line-up de l’EP Reclaim pose problème car Frost et Attila peuvent difficilement se libérer pour des concerts et encore moins une tournée, ces derniers donnant logiquement une priorité à leurs groupes respectifs. Obsidian C. encouragé par le retour remarqué de son groupe sur la scène metal, va alors pendant deux ans se consacrer à la composition d’un nouvel album. Comme pour l’EP Reclaim, il sera aidé dans l’écriture des paroles par son ami Torstein Parelius. Entre-temps, Vyl revient dans le line-up du groupe notamment pour quelques concerts réalisés après la sortie de Reclaim et redeviendra le batteur officiel du groupe après le passage éclair de Frost. Obsidian C. part à la recherche d’un bassiste capable de suivre le rythme effréné de sa guitare et d’un chanteur capable de chanter dans différents registres vocaux. Il les trouvera en les personnes de Wizziac (Robin Isaksen) pour la basse et Thebon (Torbjørn Schei) pour le chant.

### Armada(2006–2009)

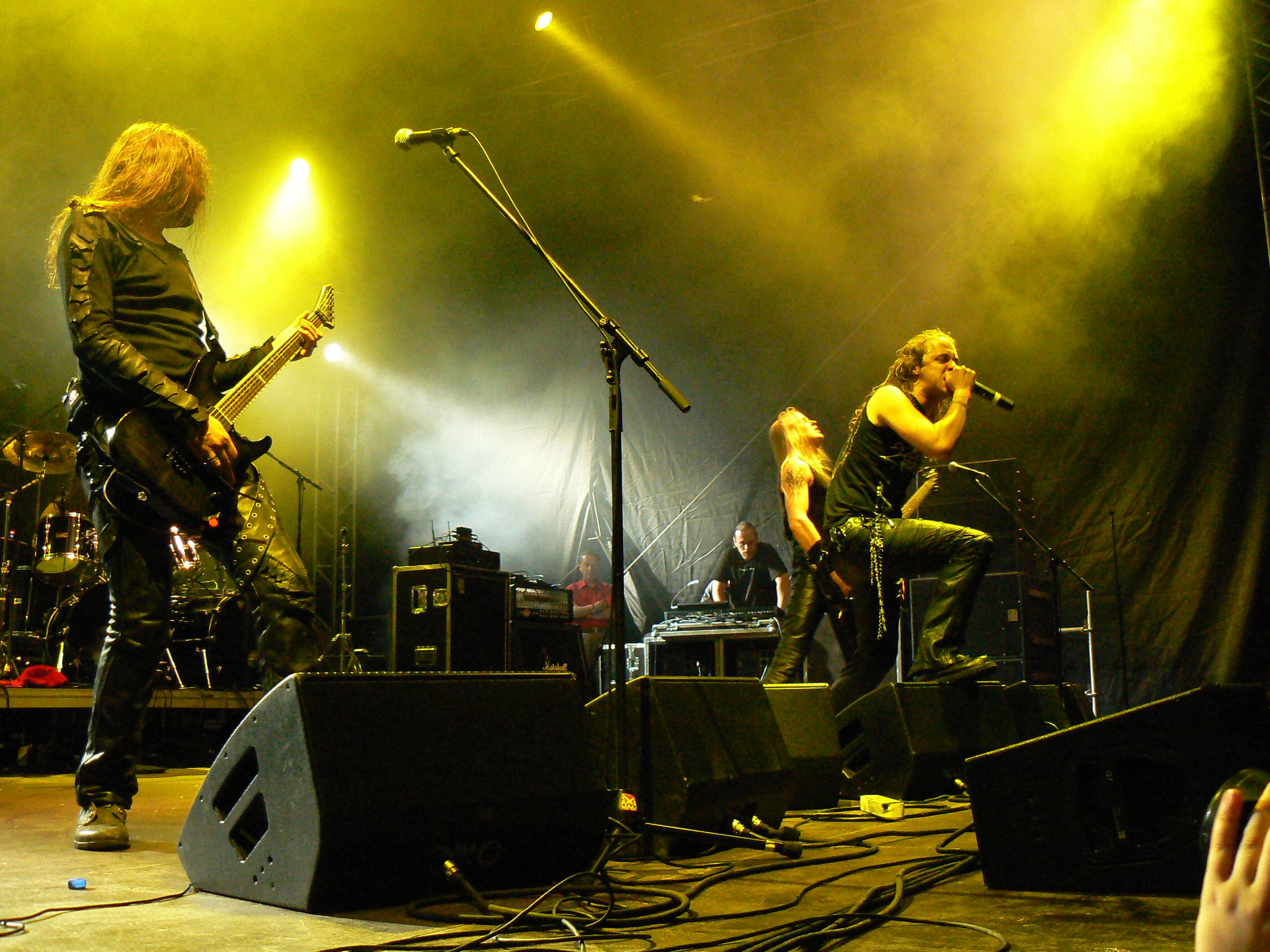
Keep of Kalessin au Devilstone festival, le 17 juillet 2009.

Le groupe se lance dans l'enregistrement d’Armada, leur nouvel album. Il signe le retour en force de Vyl derrière les fûts et apparaît clairement comme le meilleur album[réf. nécessaire] publié par le groupe et comme une référence dans ce style musical. Une autre particularité de cet album est l’ambiance très épique qui y est dégagée. Les claviers sont moins mis en avant et le côté mélodique de l’album est donné par les riffs de guitare avec des passages sonnant très thrash metal. D’ailleurs Obsidian C. ne considère par cet album comme un album de black metal à proprement parler mais plus de metal extrême épique, tellement les influences sont diverses et variées.
Armada est publié en 2006 sur le label Tabu Recordings, et fait l’unanimité auprès de la presse spécialisée et de nombreux fans. Il est aussi publié en édition deluxe limitée. L’album est cité comme album du mois, voire album de l’année dans de nombreux magazines internationaux. Une radio espagnole, Noche de Rock, classe même l’album en 15e position des 50 meilleures sorties de 2006, devançant des groupes très variés comme Red Hot Chili Peppers, Placebo ou Slayer[réf. nécessaire]. La récompense suprême de cet album sera sa nomination aux Victoires de la Musique norvégiennes (Spellemann Awards) dans la catégorie metal.

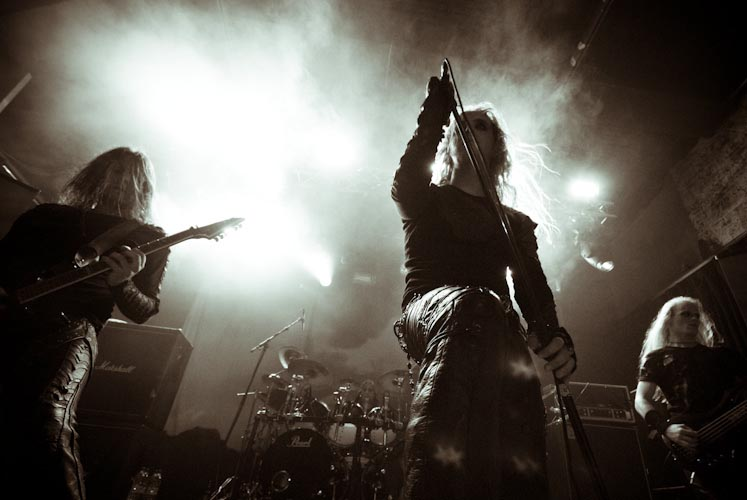
Keep of Kalessin sur scène en 2008.

Keep of Kalessin acquiert donc avec cet album une certaine notoriété et popularité auprès de l’auditoire metal un peu partout en Europe voire dans le monde. Le groupe pourra vérifier cela lors de deux tournées européennes avec Satyricon puis avec Enslaved où de nombreux fans se rendront à leurs concerts. Obsidian C. quitte par ailleurs son poste de guitariste live avec Satyricon en 2007 pour pouvoir se consacrer uniquement à son groupe. Disposant d’un line-up enfin stable et performant, Keep of Kalessin ne s’arrête pas en si bon chemin et sort au mois de juin 2008 un nouvel album intitulé Kolossus après une tournée américaine en compagnie de Dimmu Borgir et Behemoth. Cet album, assez différent des autres, surprendra de nombreux fans du groupe, mais recevra encore une fois de nombreuses critiques positives par la presse spécialisée,,,. De plus, pour la première fois, l'album connaît un certain succès aux États-Unis auprès de la presse spécialisée, mais aussi du public s'ouvrant petit à petit au metal extrême venu de Scandinavie.
Cet album, publié sur les labels Indie Recordings en Europe et Nuclear Blast aux États-Unis, s'éloigne clairement des ambiances du black metal et propose un environnement épique, organique, aérien, quasi-onirique. L'album gagne en puissance et en grandeur mais perd en violence et (à l'image de l'artwork très clair et épuré) aussi en noirceur, deux ingrédients principaux du black metal. Certains titres de cet album sont proches du style d'Emperor, groupe mythique de black metal épique et symphonique. Cet album sera lui aussi défendu sur scène dans plusieurs tournées européennes au cours des années 2008 et 2009. Comme pour leur précédent album Armada, Keep of Kalessin sera nommé aux Spellemann Awards 2008 (victoires de la musique norvégienne) dans la catégorie metal pour leur album Kolossus,. De plus, le groupe aura eu l'honneur de faire l'ouverture de la cérémonie par une performance live de leur titre Ascendant diffusé en direct sur la chaine de télévision norvégienne TV2, qui est l'une des plus regardées du pays.

### Reptilian(depuis 2010)

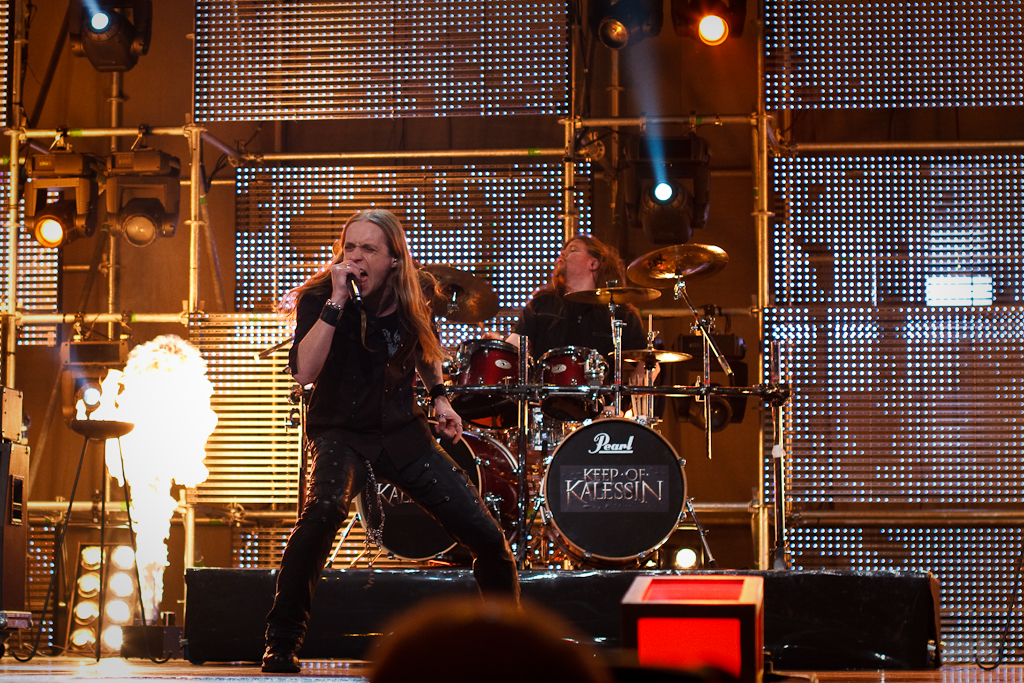
Keep of Kalessin à l'Eurovision 2010.

Au printemps 2010, le nouvel album de Keep of Kalessin intitulé Reptilian est publié le 10 mai en Europe par Indie Recordings, et quelques semaines plus tard, le 8 juin, aux États-Unis. Un premier extrait de cet album est défendu par le groupe lors de leur tentative de qualification au concours de l'Eurovision 2010. Ce titre se nomme The Dragontower et le groupe se qualifie grâce à lui pour la finale nationale, mais échoue de peu à la 3e place malgré plus de 240 000 votes reçus[réf. nécessaire]. Si cette tentative de participation à l'Eurovision vaudra au groupe quelques critiques et craintes de les voir abandonner le côté extrême de leur musique, l'album Reptilian sort quelques semaines après remettra les choses en place et dissipera les malentendus : Keep of Kalessin reste dans le créneau du metal extrême avec un album très direct, rapide et violent mais qui garde les touches mélodiques et épiques habituelles chez ce groupe. La musique de cet opus évoque le côté puissant et majestueux des dragons, thème central de cet album comme le titre et la couverture le laissent deviner, un thème d'ailleurs assez récurrent tout au long de la discographie du groupe et qui est tout droit issu du roman Terremer.
Encore une fois, Obsidian C. avec son style unique s'affranchit des barrières des genres lors de la composition de cet album, qui contient des éléments de black metal, death metal et thrash metal mais aussi quelques touches de power metal (notamment sur le titre Dark as Moonless Night, première mid-tempo dans la discographie du groupe) ou de metal progressif. Reptilian recevra de nombreuses critiques positives de la part des médias spécialisés (dont plusieurs sélections mensuelles) et auprès des fans de metal, notamment de la part de certains déçus par le côté très mélodique du précédent album. Lors de la première semaine suivant sa sortie, l'album Reptilian se classera deuxième meilleure vente d'albums en Norvège, toutes catégories musicales confondues. Une performance puisque seul Dimmu Borgir en tant qu'artiste metal fait mieux en se classant en première position avec l'album In Sorte Diaboli. Avec cet album, Keep of Kalessin confirme sa place parmi les groupes majeurs de la scène metal norvégienne.
Après quatre années d'absence, au début de 2015, le groupe publie un nouvel album intitulé Epistemology au label Indie Recordings en Europe. Keep of Kalessin se voit en pause depuis ces dernières années à la suite du départ de Vyl en 2016. Néanmoins, le groupe recherche un batteur afin de relancer des concerts et peut-être enregistrer un album futur.

## Style musical
Le style musical de Keep of Kalessin est plus précisément du black metal épique (Obsidian C. ne catégorise pas le groupe comme un groupe de black metal mais plutôt comme un groupe de metal épique extrême), très rapide et extrême mais aussi très mélodique (apporté essentiellement par la guitare et quelquefois par un clavier) avec quelques touches de thrash metal notamment sur les albums les plus récents. Les paroles et les couvertures du groupe sont centrés essentiellement sur les thèmes de la guerre (anciennes, de l’époque médiévale, romaine, grecque, troyenne, viking, etc.), du courage des guerriers, mais aussi très largement inspirés de l’univers epic-fantasy et notamment du cycle de Terremer (Earthsea en anglais) écrit par Ursula K. Le Guin d’où le nom du groupe est tiré. Ce cycle est divisé en plusieurs récits racontant notamment la vie et les péripéties d’un sorcier nommé Ged dans un monde où la magie rythme la vie quotidienne et qui est constitué de centaines d’îles habitées par des Hommes mais aussi par des Dragons, le plus vieux d'entre eux se nommant Kalessin.
Les différents albums suivent plus ou moins une trame historique racontant les aventures d'un homme nommé Claw, tour à tour sorcier, guerrier (notamment dans l'album Armada où le héros commence l'album comme simple soldat pour devenir le meilleur des guerriers, le « roi de la mort » lors de la dernière chanson de l'album) et qui finit même par se battre contre les dieux avant d'en devenir un dans l'album Kolossus dont l'histoire reprend à la fin de celle de l'album Armada.

## Membres

### Membres actuels
- Arnt "Obsidian C." Grønbech – basse (1995), guitare, clavier (1995-2000, depuis 2003), chant (depuis 2013)[2]
- Robin "Wizziac" Isaksen – basse (depuis 2004)[2]

### Anciens membres
- Warach – basse (1995-2000)[2]
- Ghâsh – chant (1995-2000)[2]
- Kesh– basse (2003-2004)[2]
- Frost – batterie (2003-2004)[2]
- Attila Csihar – chant (2003-2004)[2]
- Torbjørn "Thebon" Schei – chant solo (2004-2013)[2]
- Vegar "Vyl" Larsen – batterie (1995-2000, 2004-2016)[2]

## Discographie

### Albums studio
- 1997 : Through Times of War
- 1999 : Agnen. A Journey Through the Dark
- 2006 : Armada
- 2008 : Kolossus
- 2010 : Reptilian
- 2015 : Epistemology
- 2023 : Katharsis

### Démo
- 1995 : Skygger av sorg (démo)

### EP
- 2003 : Reclaim
- 2016 : Heaven of Sin

## Vidéographie
- 2008 : Ascendant, tiré de Kolossus, réalisé par Patric Ullaeus (clip)